# 김상태 (야구 선수)
김상태(1976년 4월 19일 ~ )는 KBO 리그 전 LG 트윈스의 투수이다.

## 프로야구 포인트
前 LG 트윈스 소속의 야구 선수이다. 서승화, 이정길, 이동현과 함께 1990년대 말~2000년대 초반 LG의 가장 큰 문제점을 보여 준 선수.

## 아마추어 시절
덕수상고 시절에는 초고교급 투수였다. 1994년 덕수상고 3학년 때는 팀의 에이스로서 황금사자기 우수투수상과 봉황대기 최우수선수상을 받았다. 이후 중앙대학교에 입학하여 에이스 노릇을 했고 대학 시절에는 국가대표로 이탈리아 세계선수권 대회에 출전했다.

## 프로 선수 시절
그래서 LG 트윈스의 1999년 1차 지명을 받아 계약금 3억 1,000만 원을 받고 입단했다. 당시 LG는 김태원, 김용수, 이상훈 등, 1990년대를 주름잡았던 투수들이 대거 은퇴했거나 해외로 진출했기 때문에 마운드의 리빌딩이 절실한 시점이었다. 당시 심재학을 투수로 전향시킬 정도로 LG의 투수진은 안습이었다. 그랬기 때문에 190cm와 100kg이 넘는 거구에 150km/h 근처의 강속구를 가진 김상태는 장래 에이스감으로 점찍혀서 많은 기회를 보장받았다. 당시 이광은 감독이 총애했다고도 한다. 그래서 1999년 1군 31경기 147⅓이닝 9승 15패라는 성적을 거뒀는데 방어율은 6.17이어서 매우 투구가 불안정했다. 그래서 이듬 해에는 한 경기도 등판 못하고 2001년에 15경기 22이닝 3패 평균자책점 4.91의 초라한 성적을 거두었고, 아마 시절의 혹사로 인해 어깨수술을 받았다.

## 재활군으로 부활
팔꿈치 수술과는 달리 어깨 수술을 한 투수들의 예후는 매우 좋지 않은데, 김상태도 마찬가지였고 어깨 수술 후에도 계속 2군에 쳐박혀 있다가 2004년 자유계약선수로 풀려서 두산과 SK에서 각각 입단했으나 결국 1군에 다시는 오르지 못했다. 혹사로 인한 어깨부상 외에도 본인스스로가 자기관리에 문제점을 보여 재활에 매우 소홀했다고 알려지고 있다.
2009년 다시 LG에 입단하지만, 어떤 팀에서도 다시는 1군에 오르지 못하고 그대로 은퇴했다.
LG 1차지명의 실패 사례로 대표적으로 일컬어지는 선수이다.

## 1차 지명의 잔혹사
그리고 김상태를 시작으로, 최경환, 김광희, 박병호 등의 실패한 지명이 계속된다는걸 생각하면, 1차지명 잔혹사의 시작이라고 볼 수도 있다.

## 통산 기록
| 연 도          | 소 속          | 나 이          | 승 리 | 패 전 | 승 률 | 평 자 책 | 출 장 | 선 발 | 완 투 | 완 봉 | 세 이 브 | 홀 드 | 이 닝 | 피 안 타 | 피 홈 런 | 볼 넷 | 고 4 | 탈 삼 진 | 몸 맞 | 보 크 | 폭 투 | 실 점 | 자 책 | 타 자 수 | W H I P |
| -------------- | -------------- | -------------- | ----- | ----- | ----- | -------- | ----- | ----- | ----- | ----- | -------- | ----- | ----- | -------- | -------- | ----- | ---- | -------- | ----- | ----- | ----- | ----- | ----- | -------- | ------- |
| 1999           | LG             | 24             | 9     | 15    | .375  | 6.17     | 31    | 28    | 0     | 0     | 0        | 0     | 147.1 | 183      | 12       | 95    | 2    | 110      | 4     | 1     | 22    | 121   | 101   | 703      | 1.89    |
| 2001           | LG             | 26             | 0     | 3     | .000  | 4.91     | 15    | 3     | 0     | 0     | 0        | 0     | 22.0  | 19       | 2        | 20    | 0    | 13       | 1     | 0     | 2     | 12    | 12    | 104      | 1.77    |
| KBO 통산 : 2년 | KBO 통산 : 2년 | KBO 통산 : 2년 | 9     | 18    | .333  | 6.01     | 46    | 31    | 0     | 0     | 0        | 0     | 169.1 | 202      | 14       | 115   | 2    | 123      | 5     | 1     | 24    | 133   | 113   | 807      | 1.87    |

- 시즌 기록 중 굵은 글씨는 해당 시즌 최고 기록, 빨간 글씨는 한국 프로야구 역사상 최고 기록

## 출신 학교
- 덕수정보산업고등학교
- 중앙대학교